# Andriej Niekrasow (pisarz)
Andriej Siergiejewicz Niekrasow (ros. Андре́й Серге́евич Некра́сов; ur. 9 czerwca?/22 czerwca 1907 w Moskwie, zm. 15 lutego 1987) – radziecki marynarz i pisarz.

## Życiorys
Najbardziej popularnym dziełem Niekrasowa jest powieść dla młodzieży Przygody kapitana Załganowa (tytuł oryginału ros. Приключения капитана Врунгеля transkr. Prikliuczenija kapitana Vrungela), publikowana początkowo (od 1928) w komsomolskim miesięczniku „Pionier” w formie komiksu, a w 1939 wydana w pełnej wersji książkowej.
W Polsce książka ta ukazała się w tłumaczeniu Ireny Tuwim; w latach 1976-1979 na motywach tej powieści powstał radziecki serial rysunkowy Przygody kapitana Wrungla.
Został pochowany na Cmentarzu Wagańkowskim w Moskwie.